# Elaenia pallatangae
El fiofío de Pallatanga (Elaenia pallatangae), también denominado elaenia serrana (en Colombia), elenia serrana (en Ecuador) o fío-fío serrano (en Perú), es una especie de ave paseriforme de la familia Tyrannidae, perteneciente al numeroso género Elaenia. Es nativa de regiones andinas del noroeste y oeste de América del Sur.

## Distribución y hábitat
Se distribuye a lo largo de la cordillera de los Andes desde el suroeste de Colombia, por Ecuador, Perú, hasta el centro de Bolivia.
Esta especie es considerada localmente bastante común en sus hábitats naturales: los bordes de  bosques húmedos de montaña subtropicales o tropicales, los bosques antiguos degradados y los claros arbustivos. Principalmente entre los 1500 y 3000 m de altitud.

## Sistemática

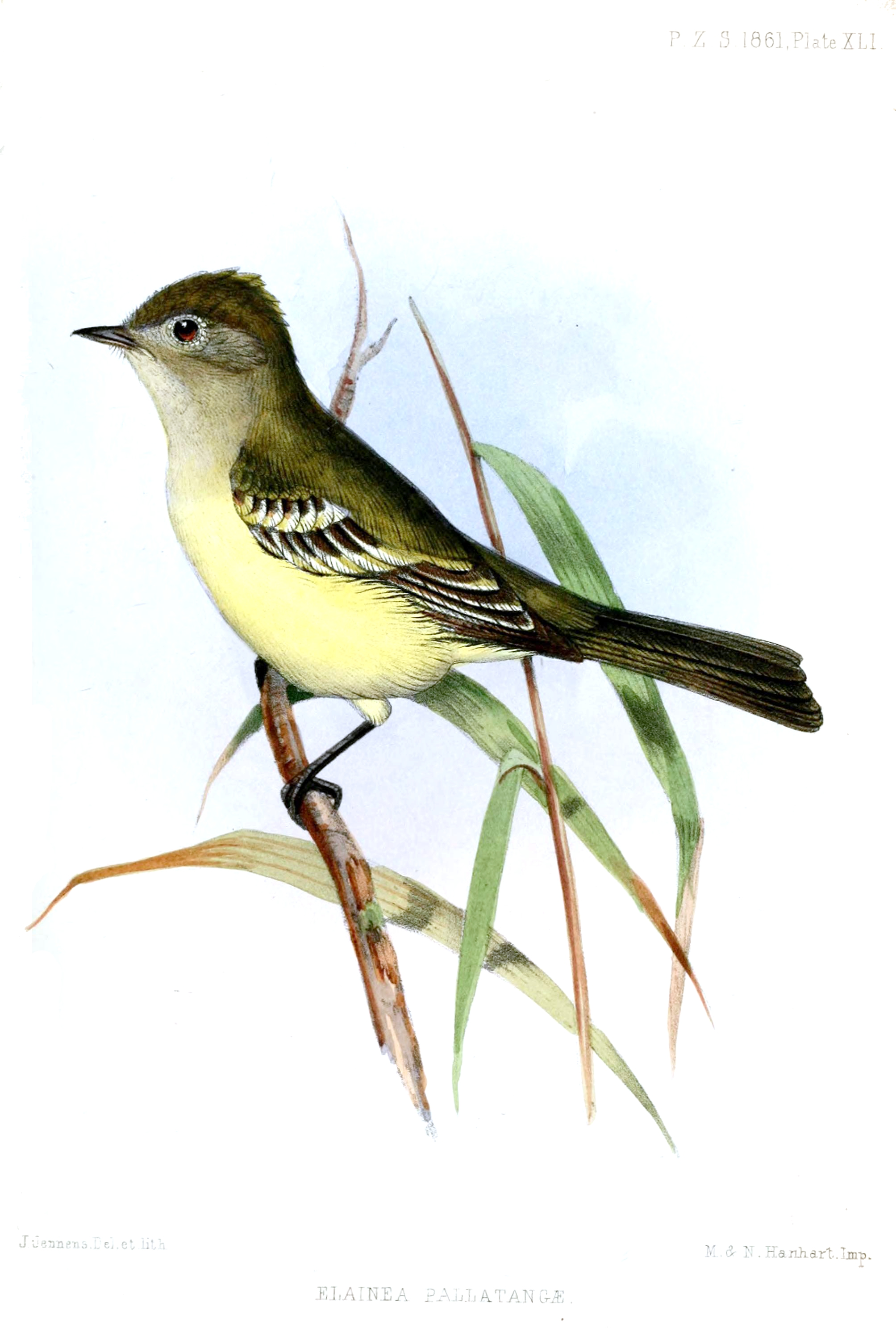
Elainea pallatangae, ilustración de John Jennens en Proceedings of the Zoological Society of London, 1861.

### Descripción original
La especie E. pallatangae fue descrita por primera vez por el zoólogo británico Philip Lutley Sclater en 1861 bajo el mismo nombre científico: Elainea [errado] pallatangae; la localidad tipo es: « Pallatanga, Chimborazo, Ecuador».

### Etimología
El nombre genérico femenino «Elaenia» deriva del griego «ελαινεος elaineos» que significa ‘de aceite de oliva’, ‘oleaginosa’; y el nombre de la especie «pallatangae», se refiere a la localidad tipo: Pallatanga, Chimborazo, Ecuador.

### Taxonomía
La presente especie era tratada como conespecífica con el fiofío de tepuí (Elaenia olivina), que actualmente es considerada como especie separada con base en diferencias morfológicas y de vocalización, con soporte genético-molecular de Rheindt et al. (2008a) (2009) y Tang et al. (2018); que evidenciaron  que el entonces grupo de subespecies E. pallatangae olivina/davidwillardi no está cercanamente emparentada con la presente, y que ésta es pariente cercana de Elaenia chilensis. El Comité de Clasificación de Sudamérica (SACC) aprobó la separación en la Propuesta No 812.
Puede hibridar con la subespecie Elaenia albiceps griseigularis en áreas de contacto en Ecuador.

### Subespecies
Según las clasificaciones del Congreso Ornitológico Internacional (IOC) y Clements Checklist/eBird se reconocen tres subespecies, con su correspondiente distribución geográfica:
- Elaenia pallatangae pallatangae P.L. Sclater, 1862 – Andes occidentales y centrales del sur de Colombia (hacia el sur desde Valle y Tolima), Ecuador y noroeste de Perú (al sur hasta Cajamarca).
- Elaenia pallatangae intensa J.T. Zimmer, 1941 – pendiente oriental de los Andes de Perú (desde Amazonas hasta Puno).
- Elaenia pallatangae exsul Todd, 1952 – pendiente oriental de los Andes en el centro de Bolivia (Cochabamba).